# برایسلن (مینه‌سوتا)
برایسلن، مینه‌سوتا (به انگلیسی: Bricelyn, Minnesota) یک شهر در ایالات متحده آمریکا است که در مینه‌سوتا واقع شده‌است.

## خصوصیات
برایسلن ۰٫۷۵ کیلومترمربع مساحت و ۳۶۵ نفر جمعیت دارد و ۳۶۰ متر بالاتر از سطح دریا واقع شده‌است.